# Karel René Dahmen
Karel René Dahmen (Roermond, 23 mei 1919 -  Austin Texas, 16 februari 2021) was op 14 mei 1940 een van de eerste Nederlandse Engelandvaarders.
Toen de oorlog uitbrak studeerde Karel Dahmen mijnbouw aan de Technische Hogeschool in Delft. Samen met Jo Bongaerts besloot hij naar Engeland te gaan nadat Nederland had gecapituleerd. Nog dezelfde dag, op 14 mei 1940, fietsten ze naar Scheveningen vanwaar ze met een reddingsboot, de Zeemanshoop, de Noordzee zijn opgevaren. Door hun onervarenheid had het schip geen duidelijke koers. Voor de Britse kust werden ze door de HMS Venomous opgepikt en naar Dover gebracht.
Dahmen werd eerst assistent-machinist op een koopvaardijschip, de SS Jupiter. In februari 1941 werd hij als matroos op de nieuwe HMS Jacob van Heemskerck geplaatst. Eind 1941 werd hij verbindingsofficier bij de Britse admiraliteit in Londen. Na een periode bij de Marine in Dover werd hij in 1943 overgeplaatst naar de Verenigde Staten om deel uit te maken van een internationale groep die zich bezighield met het oprichten van de Reinforced Regiment of Marines. Eind 1944 moest hij proberen in Zuid-Nederland hiervoor vrijwilligers te vinden.
Na de oorlog werkte Dahmen in Indonesië, Nederland en de Verenigde Staten. Sinds 1967 woont hij in de Verenigde Staten.

 Hij overleed op 16 februari 2021 in zijn woonplaats Austin, Texas.